# 에드워드 와그너 (역사가)
에드워드 와그너(영어: Edward Willett Wagner, 1924년 8월 7일~2001년 12월 7일)는 미국의 역사가이다.
하버드 대학교에서 공부하던 그는 1946년부터 1948년까지 한국에서 미군정 문관으로 외교 업무를 담당했으며 이때 한국에 대해서 관심을 갖게된 그는 이후 박사 학위를 취득 후 하버드대학에서 한국어 강좌를 담당했다.
1981년 하버드 대학에 한국연구소를 설립하여 1993년까지 소장을 역임했다.

## 저작
- 『한국사신론The New History of Korea』